# Near Earth Asteroid Tracking

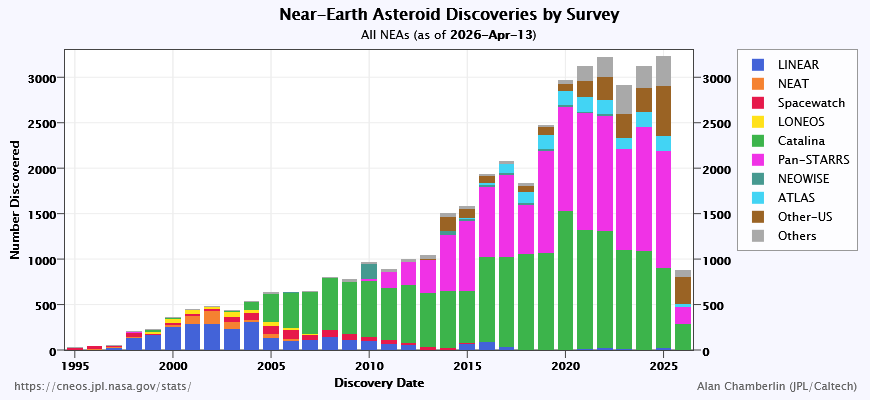
Número de NEO descubiertos por varios programas.

El Near Earth Asteroide Tracking (NEAT) es un programa concebido para la búsqueda de asteroides que viajen cercanos a la Tierra y que puedan entrar en ruta de colisión con el planeta azul. Está dirigido por la NASA y por el Jet Propulsion Laboratory (JPL). El sistema NEAT comenzó sus observaciones en diciembre de 1995.
El NEAT se basa en un acuerdo de cooperación ente NASA/JPL y la Fuerza Aérea de los Estados Unidos para la utilización de los telescopios GEODSS, situados en el Observatorio de Haleakala, isla de Maui, en el estado de Hawái.
GEODSS es un acrónimo de "Ground-based Electro-Optical Deep Space Surveillance", que podría traducirse como Vigilancia Electro-Óptica del Espacio Profundo basada en el suelo.
Estos telescopios fueron proyectados para permitir el rastreo de naves espaciales en órbita de la Tierra. El equipo del NEAT desarrolló una máquina fotográfica con CCD, por sus siglas (en inglés) y un sistema de ordenadores para los telescopios del GEODSS. El sistema tiene una resolución de 4096 x 4096 píxels, con un campo de visión de 1,2 grados por 1,6 grados.
A partir de abril de 2001 un telescopio del Observatorio del Monte Palomar, de 1,2 metros de abertura, comenzó a ser utilizado para observar objetos próximos a la Tierra. Este telescopio está equipado con tres máquinas fotográficas.
Además de descubrir miles de asteroides, también se le atribuye al NEAT el descubrimiento del cometa 54P/de Vico-Swift-NEAT y la Estrella de Teegarden de movimiento propio.
El asteroide (64070) NEAT recibió en 2005 ese nombre en honor al proyecto NEAT.